# Liste der Monuments historiques in Grignon (Côte-d’Or)
Die Liste der Monuments historiques in Grignon führt die Monuments historiques in der französischen Gemeinde Grignon auf.

## Liste der Immobilien
| Bezeichnung                  | Beschreibung                               | Standort                                | Kennzeichnung | Schutzstatus | Datum | Bild           |
| ---------------------------- | ------------------------------------------ | --------------------------------------- | ------------- | ------------ | ----- | -------------- |
| Monumentalkreuz              |                                            | Rue Franche, Ecke rue Jean Dampt (Lage) | PA21000100    | Inscrit      | 2020  | weitere Bilder |
| Château de Grignon           | Burg, 12. Jahrhundert                      | 25 rue Franche (Lage)                   | PA00112486    | Inscrit      | 1976  | weitere Bilder |
| Château d’Orain              | Schloss, erste Hälfte des 17. Jahrhunderts | Rue du Château d’Orain (Lage)           | PA00112487    | Inscrit      | 1984  | weitere Bilder |
| Kirche St-Jean-l’Évangéliste | ab dem 13. Jahrhundert                     | 20 rue Franche (Lage)                   | PA00112488    | Inscrit      | 1925  | weitere Bilder |
| Monument aux morts           | 1919 errichtet, Bildhauer Jean Dampt       | Rue Franche, auf dem Friedhof (Lage)    | PA21000085    | Classé       | 2020  | weitere Bilder |
| Domaine des Granges          | Gutshof, 17. Jahrhundert                   | 2a rue de la Potale (Lage)              | PA00135221    | Inscrit      | 1995  |                |

## Liste der Objekte
| Bezeichnung                                     | Beschreibung                                 | Standort                                         | Kennzeichnung | Schutzstatus | Datum | Bild |
| ----------------------------------------------- | -------------------------------------------- | ------------------------------------------------ | ------------- | ------------ | ----- | ---- |
| Skulptur Johannes Evangelist                    | Kalkstein, 15. Jahrhundert                   | außen an der Kirche St-Jean-l’Évangéliste (Lage) | PM21001298    | Classé       | 1902  |      |
| Skulpturengruppe Christus und die zwölf Apostel | Kalkstein, 16. Jahrhundert                   | in der Kirche St-Jean-l’Évangéliste (Lage)       | PM21001299    | Classé       | 1902  |      |
| Passionsretabel                                 | Kalkstein, erste Hälfte des 16. Jahrhunderts | in der Kirche St-Jean-l’Évangéliste (Lage)       | PM21001300    | Classé       | 1907  |      |
| Prozessionskreuz                                | Silber, 17. Jahrhundert                      | in der Kirche St-Jean-l’Évangéliste (Lage)       | PM21001301    | Classé       | 1907  |      |
| Skulptur Johannes der Täufer                    | aus dem 16. Jahrhundert                      | in der Kirche St-Jean-l’Évangéliste (Lage)       | PM21001302    | Classé       | 1919  |      |
| Skulptur Madonna mit Kind                       | Kalkstein, Ende des 16. Jahrhunderts         | in der Kirche St-Jean-l’Évangéliste (Lage)       | PM21001303    | Classé       | 1919  |      |
| Skulptur Heilige Barbara                        | aus dem 16. Jahrhundert                      | in der Kirche St-Jean-l’Évangéliste (Lage)       | PM21001304    | Classé       | 1919  |      |
| Skulptur Heiliger Sebastian                     | aus dem 16. Jahrhundert                      | in der Kirche St-Jean-l’Évangéliste (Lage)       | PM21001305    | Classé       | 1919  |      |
| Skulptur Christus in der Marter                 | aus dem 16. Jahrhundert                      | in der Kirche St-Jean-l’Évangéliste (Lage)       | PM21001306    | Classé       | 1959  |      |
| Skulptur Heiliger Nikolaus                      | Kalkstein, farbig gefasst, 16. Jahrhundert   | in der Kirche St-Jean-l’Évangéliste (Lage)       | PM21001307    | Classé       | 1959  |      |